# Hexatoma (Eriocera) flammeipennis
Hexatoma (Eriocera) flammeipennis is een tweevleugelige uit de familie steltmuggen (Limoniidae). De soort komt voor in het Neotropisch gebied.